# Tambuu
Tambuu je splitski glazbeni sastav koji svira tradicionalnu glazbu iz cijelog svijeta.
Ime Tambuu na svahili jeziku znači poseban, prepoznatljiv.

## Povijest sastava
Korijeni benda Tambuu protežu se od početka ovog desetljeća kada se u Splitu oformljuje grupa Splitski bubnjari koja nastupa uglavnom uz ulični žonglersko-akrobatski performans kulturne alternative mladih Hram.
Uskoro se dvojac Nikola Šutić - Ivica Bilić odvaja od bubnjara te odlučuje zasnovati vlastiti sastav koji bi se bavio world music glazbom. Prva postava sastava bila je:
- Nikola Šutić i Ivica Bilić - udaraljke
- Mario Bavčević - bas gitara, mandolina
- Nilla Axelsson - violina.

Uskoro im se pridružio mladi splitski kantautor Miro Tabak na klavijaturama koje danas čine neizostavan dio zvučne slike Tambuua.
U prvim danima sastava od presudne važnosti bila je violinistica Nilla (rođena Šveđanka) je prije svog preseljenja u Hrvatsku živjela, nastupala i komponirala u Pragu, Dublinu i San Franciscu. Njeno golemo poznavanje raznovrsne glazbe je usmjerilo Tambuu da krene na put beskonačnog istraživanja ljepote glazbe cijelog svijeta.

## Trenutačna postava sastava
- Nikola Šutić - udaraljke
- Marin Vitas -udaraljke
- Stjepan Kalinić - mandolina i klarinet
- Josip Žaja - bas-gitara
- Duje Blašković - klavijature
- Ratko Letilović - violina i gitara

Neizostavan dodatak nastupima čine i trbušna plesačica te žongleri s vatrom.

## Vanjske poveznice
- MySpace profil Tambuu sastava